# Palaeaspilates albannularia
Palaeaspilates albannularia är en fjärilsart som beskrevs av Walker 1861. Palaeaspilates albannularia ingår i släktet Palaeaspilates och familjen mätare. Inga underarter finns listade i Catalogue of Life.